# Menardella
Menardella es un género de foraminífero planctónico de la familia Globorotaliidae, de la superfamilia Globorotalioidea, del suborden Globigerinina y del orden Globigerinida. Su especie tipo es Pulvinulina menardii. Su rango cronoestratigráfico abarca desde el Langhiense (Mioceno medio) hasta la Actualidad.

## Descripción
Menardella incluye especies con conchas trocoespiraladas, de forma muy comprimida, biconvexa o casi planoconvexa; sus cámaras son romboidales aplastada, y subrectangulares en el lado espiral; sus suturas intercamerales son incididas y rectas en el lado umbilical, y elevadas (carena circumcameral) y curvas en el lado umbilical; su contorno ecuatorial es redondeado o ligeramente lobulado; su periferia es aguda, con carena muy desarrollada y engrosada (excepto las más primitivas), generalmente pustulada; su ombligo es estrecho o ligeramente amplio, siempre profundo; su abertura principal es interiomarginal, umbilical-extraumbilical, con forma de arco bajo asimétrico y protegida por un pórtico; presentan pared calcítica hialina, densamente perforada con poros cilíndricos y superficie lisa a puntuada, con pústulas en el área umbilical cerca de la abertura.

## Discusión
Clasificaciones posteriores han incluido Menardella en la superfamilia Globigerinoidea. Las especies de Menardella han sido incluidas tradicionalmente en el género Globorotalia, o bien consideradas un subgénero de este: Globorotalia (Menardella). Algunos autores consideran a Menardella un sinónimo subjetivo posterior de Globorotalia.

## Ecología y Paleoecología
Menardella incluye foraminíferos con un modo de vida planctónico, de distribución latitudinal tropical a templada, preferentemente tropical-subtropical, y habitantes pelágicos de aguas profundas (medio mesopelágico inferior a batipelágico superior).

## Clasificación
Menardella incluye a las siguientes especies:
- Menardella archeomenardii
- Menardella exilis
- Menardella limbata
- Menardella menardii
- Menardella miocenica
- Menardella multicamerata
- Menardella pertenuis
- Menardella praemenardii
- Menardella pseudomiocenica

Otras especies consideradas en el género Menardella son:
- Menardella cultrata
- Menardella explicationis
- Menardella fimbriata
- Menardella miotumida